# OFI Creta
Omilos Filathlon Irakleiou (în greacă Όμιλος Φιλάθλων Ηρακλείου), cunoscut pe larg în afara Greciei ca OFI Creta, este un club de fotbal din Heraklion, Grecia care evoluează în Superliga Greacă.